# Emarginata
Emarginata Shelley, 1896 è un genere di uccelli passeriformi della famiglia Muscicapidae, diffuso in Africa meridionale.

## Tassonomia
Il genere comprende le seguenti specie:
- Emarginata sinuata (Sundevall, 1858) - sassicola alifalcate
- Emarginata schlegelii (Wahlberg, 1855) - sassicola di Schlegel o codinero del Karoo
- Emarginata tractrac (Wilkes, 1817) - sassicola tractrac o codinero tractrac

Tutte e tre le specie erano in precedenza attribuite al genere Cercomela, raggruppamento rivelatosi polifiletico sulla base di recenti analisi filogenetiche. Ciò a portato allo smembramento del genere Cercomela e alla collocazione di queste specie nel riesumato genere Emarginata, descritto originariamente dall'ornitologo inglese George Ernest Shelley nel 1896 e poi caduto in disuso.